# Goat water
Goat water (též kiddy stew, doslovně přeloženo jako kozí voda) je dušený pokrm z oblasti Karibiku. Pochází z ostrova Montserrat a je také národním jídlem tohoto ostrova.
Tento pokrm se připravuje dušením kozího masa spolu s plody chlebovníku, zeleninou, cibulí, rajčaty, kořením, bylinkami a moukou. Někdy se přidává i rum, whiskey a různé hlízy. Může se podávat s rýží. Chuťově je goat water pikantní a aromatický.
Předlohou pro goat water byl nejspíše irský pokrm Irish stew, který ale používá skopové maso.